# Коженова, Пелагея Никифоровна
Пелагея (Полина) Никифоровна Коженова (14.12.1926 — ?) — передовик сельскохозяйственного производства, Герой Социалистического Труда.
Родилась в деревне Капустино Рыльского уезда Курской губернии (ныне Рыльский район Курской области).
С 1950-х гг. работала дояркой в колхозе «Заря» (позже назывался «Прогресс») Хомутовского (в 1963—1967 Рыльского) района Курской области.
Герой Социалистического Труда (22.03.1966).
В 1970 году надоила в среднем от каждой коровы 4200 кг молока.